# Trash (album)
Pour les articles homonymes, voir Trash.
Albums de Alice Cooper
Raise Your Fist and Yell
(1987) Hey Stoopid
(1991)
Singles
1. Poison
Sortie : 17 juillet 1989
2. Bed of Nails
Sortie : 25 septembre 1989
3. House of Fire
Sortie : 20 novembre 1989
4. Only My Heart Talkin'
Sortie : mars 1990

Trash est le 18e album studio d'Alice Cooper et le 11e en solo. Il est sorti en 25 juillet 1989 sur le label Epic et fut produit par Desmond Child. L'album fut provisoirement intitulé Low Class Reunion.

## Historique
L'enregistrement se déroula dans plusieurs studios de plusieurs villes des États-Unis: A New-York (Bearsville Studios, Power Station Studios, Right Track Recordings, Sigma Sound studios, Grog Kill studios et Mediasound), Los Angeles (Village Recorder, The Complex, Record Plant Studios), Boston (Blue Jay Studios) et Rumson, New-Jersey (Sanctuary Sound Studio).
L'album contient le single Poison, le premier succès de Cooper depuis You and Me sorti en 1977. Après le retour d'Alice dans l'industrie du disque en 1986 et le succès de sa tournée The Nightmare Returns, Cooper sollicita l'aide du producteur Desmond Child afin de marquer son grand retour.
L'album comporte dix titres dont quatre clips : Poison, Bed of Nails, House of Fire et Only My Heart Talkin'. Le riff principal du titre Poison provient à l'origine d'une chanson de John Waite intitulée Encircled, qui fut également coécrite par John McCurry. Pour cet album qui relança la carrière d'Alice Cooper, plusieurs valeurs sûres du hard rock sont venues lui prêter main-forte : la quasi-totalité des membres d'Aerosmith : Steven Tyler, Joe Perry, Tom Hamilton, Joey Kramer (seul manque Brad Whitford) ; ainsi que Jon Bon Jovi et Richie Sambora de Bon Jovi et Steve Lukather de Toto. Jon Bon Jovi et Richie Sambora, mais aussi Joan Jett et Diane Warren ont même co-écrit trois des dix titres ci-après.

## Liste des titres
| No  | Titre                          | Auteur                                                    | Durée |
| --- | ------------------------------ | --------------------------------------------------------- | ----- |
| 1.  | Poison                         | Alice Cooper, Desmond Child, John McCurry                 | 4:29  |
| 2.  | Spark in the Dark              | Alice Cooper, Desmond Child                               | 3:52  |
| 3.  | House of Fire                  | Alice Cooper, Desmond Child, Joan Jett                    | 3:47  |
| 4.  | Why Trust You                  | Alice Cooper, Desmond Child                               | 3:12  |
| 5.  | Only My Heart Talkin'          | Alice Cooper, Bruce Roberts, Andy Goldmark                | 4:46  |
| 6.  | Bed of Nails                   | Alice Cooper, Diane Warren                                | 4:20  |
| 7.  | This Maniacs' in Love With You | Alice Cooper, Desmond Child, Bob Held, Tom Teeley         | 3:48  |
| 8.  | Trash                          | Alice Cooper, Desmond Child, Mark Frazier, Jamie Sever    | 4:02  |
| 9.  | Hell is Living Without You     | Alice Cooper, Desmond Child, Jon Bon Jovi, Richie Sambora | 4:11  |
| 10. | I'm Your Gun                   | Alice Cooper, Desmond Child, John McCurry                 | 3:47  |

## Musiciens
- Alice Cooper – chants
- John McCurry – guitare
- Hugh McDonald – basse & chant
- Bobby Chouinard – batterie
- Paul Chiten – claviers
- Steve Deutsch – synthés
- Gregg Mangiafico – claviers et effets

### Musiciens additionnels
- Kip Winger – chants sur I'm Your Gun
- Joe Perry – guitare sur House of Fire
- Steven Tyler – chants sur Only My Heart Talkin'
- Kane Roberts – guitare sur Bed of Nails
- Jon Bon Jovi – chants sur Trash
- Joey Kramer – batterie sur Trash
- Jack Johnson – guitare sur Trash
- Mark Frazier – guitare sur Trash
- Tom Hamilton – basse sur Trash
- Richie Sambora – guitare sur Hell is Living Without You
- Steve Lukather – guitare sur Hell is Living Without You
- Alan St. John – claviers
- Gregg Mangiafico – claviers, effets
- Paul Chiten – claviers
- Steve Deutsch – frittage
- Stiv Bators - vocals sur "Trash".
- Guy Mann-Dude – guitare sur Spark in the Dark, Why Trust You & This Maniac's in Love With You.

### Production
- Produit par Desmond Child.
- Mixé par Steve Thompson et Michael Barbiero.
- Enregistré par Arthur Payson.
- Producteur exécutif – Bob Pfeiffer

## Charts

### Album
| Pays             | Chart                      | Meilleure position | Durée du classement | Réf    |
| ---------------- | -------------------------- | ------------------ | ------------------- | ------ |
| États-Unis       | Billboard 200              | 20e                | 43 semaines         | [ 3 ]  |
| Royaume-Uni      | UK Albums Chart            | 2e                 | 12 semaines         | [ 4 ]  |
| Allemagne        | Offizielle Deutsche Charts | 16e                | 53 semaines         | [ 5 ]  |
| Australie        | ARIA Charts                | 5e                 | 32 semaines         | [ 6 ]  |
| Autriche         | Austrian Albums Chart      | 4e                 | 16 semaines         | [ 7 ]  |
| Norvège          | Norwegian Albums Chart     | 4e                 | 30 semaines         | [ 8 ]  |
| Nouvelle-Zélande | N.Z chart                  | 6e                 | 26 semaines         | [ 9 ]  |
| Suède            | Swedish Albums Chart       | 6e                 | 16 semaines         | [ 10 ] |
| Suisse           | Swiss Albums Chart         | 10e                | 28 semaines         | [ 11 ] |
| Pays-Bas         | Dutch Chart Album          | 53e                | 14 semaines         | [ 12 ] |

### Singles
| Année | Chart                  | Durée du classement | Position |
| ----- | ---------------------- | ------------------- | -------- |
| 1989  | Hot 100                | 19 semaines         | 7e       |
| 1989  | Mainstream Rock Tracks | 13 semaines         | 15e      |
| 1989  | UK Singles Chart       | 12 semaines         | 2e       |
| 1989  | Single Top 100         | 18 semaines         | 25e      |
| 1989  | ARIA Charts            | 21 semaines         | 3e       |
| 1989  | (V) Ultratop           | 12 semaines         | 22e      |
| 1989  | RPM Top Singles        | 12 semaines         | 39e      |
| 1989  | VG-lista               | 12 semaines         | 3e       |
| 1989  | RMNZ Singles Top40     | 18 semaines         | 2e       |
| 1989  | Mega Top 50            | 12 semaines         | 8e       |
| 1989  | Sverigetopplistan      | 10 semaines         | 10e      |
| 1989  | Schweizer Hitparade    | 18 semaines         | 13e      |

| Année | Chart              | Durée du classement | Position |
| ----- | ------------------ | ------------------- | -------- |
| 1989  | UK Singles Chart   | 5 semaines          | 38e      |
| 1989  | ARIA Charts        | 10 semaines         | 13e      |
| 1989  | RMNZ Singles Top40 | 4 semaines          | 27e      |
| 1989  | Sverigetopplistan  | 2 semaines          | 18e      |

| Année | Chart                  | Durée du classement | Position |
| ----- | ---------------------- | ------------------- | -------- |
| 1989  | Hot 100                | 9 semaines          | 56e      |
| 1989  | Mainstream Rock Tracks | 7 semaines          | 39e      |
| 1989  | UK Singles Chart       | 5 semaines          | 65e      |

| Année | Chart                  | Durée du classement | Position |
| ----- | ---------------------- | ------------------- | -------- |
| 1990  | Hot 100                | 3 semaines          | 89e      |
| 1990  | Mainstream Rock Tracks | 8 semaines          | 19e      |
| 1990  | ARIA Charts            | 1 semaines          | 47e      |

## Certifications
| Pays             | Certification | Ventes      | Date       |
| ---------------- | ------------- | ----------- | ---------- |
| Allemagne        | Or            | 250 000 +   | 1990       |
| Autriche         | Or            | 25 000 +    | 02/09/1991 |
| Canada           | Platine       | 100 000 +   | 29/12/1989 |
| États-Unis       | Platine       | 1 000 000 + | 05/02/1990 |
| Finlande         | Or            | 50 000 +    | 1989       |
| Nouvelle-Zélande | Platine       | 15 000 +    | 20/05/1990 |
| Suisse           | Or            | 25 000 +    | 1989       |